# Gang Green
Gang Green va ser un grup estatunidenc de punk rock format a Braintree. Chris Doherty (guitarra), Bill Manley (baix) i Mike Dean (bateria) van fundar la banda el 1980 i es van separar el 1983. Doherty va reformar Gang Green l'any següent però el grup va experimentar nombrosos canvis de formació fins a la seva dissolució per segon cop el 1992. Doherty va ser l'únic membre permanent i va mantindre Gang Green a partir del 2005. El grup va influir en la formació de l'escena hardcore punk de la Costa Est i es va convertir en un dels precursors del crossover thrash i l'speed metal a finals de la dècada del 1980.

## Discografia
- Another Wasted Night (1986)
- You Got It (1987)
- I81B4U (EP, 1988)
- Can't Live Without It (1988)
- Older... Budweiser (1989)
- Another Case of Brewtality (1997)
- Back & Gacked (EP, 1997)